# Trou noir extrémal
Pour les articles homonymes, voir Trou noir (homonymie).
Un trou noir extrémal est un trou noir théorique avec la masse minimale possible compatible avec sa charge électrique et son moment angulaire.
Décrétés impossibles dans les années 1970 selon la troisième loi de la thermodynamique des trous noirs, des travaux publiés en 2024 contredisent celle-ci. Jusqu'ici, aucun trou noir extrémal n'a été observé.

## Formalisme
Dans les théories dites supersymétriques, comme la théorie des supercordes, les trous noirs extrémaux sont souvent supersymétriques, ce qui signifie qu'ils sont invariants sous plusieurs supercharges. Ces trous noirs sont stables.
La gravité de surface d'un trou noir extrémal s'annule. Sa température de Hawking s'annule,, de sorte qu'il n'émet pas de rayonnement de Hawking,,. Son entropie peut être calculée à partir de la théorie des supercordes.
En relativité générale, la masse {\displaystyle M} d'un trou noir extrémal vérifie l'égalité :
{\displaystyle M^{2}={\frac {Q^{2}+P^{2}}{G}}+{\frac {c^{2}J^{2}}{G^{2}M^{2}}}},
où :
- {\displaystyle Q} est la charge électrique du trou noir ;
- {\displaystyle P} est sa charge magnétique ;
- J est son moment cinétique ;
- c est la vitesse de la lumière dans le vide ;
- G est la constante gravitationnelle.